# Anastasija Myskina
Anastasija Andrejevna Myskina (rus. Анастасия Андреевна Мыскина, Moskva, 8. srpnja 1981.), umirovljena je ruska tenisačica.

## Karijera
Tenisom se profesionalno bavila od 1998. godine.
1999. godine, na svom drugom turniru, u Palermu, osvaja svoj prvi naslov. Te godine debitira na Grand Slamu na US Openu, te igra u parovima za rusku Fed Cup reprezentaciju.
2000. godine ostvarila je svoju prvu pobjedu nad nekom Top 20 igračicom. Bila je to Barbara Schett na turniru u Sopotu. Iste godine nastupa na Roland Garrosu i Wimbledonu, te na Olimpijskim igrama u Sydneyu.
2001. godine propušta prvi dio sezone zbog ozljede koju je zaradila na Australian Openu. Posljedica toga bilo je ispadanje iz top 100. Do kraja godine jedini zapaženi rezultat bio joj je polufinale jakog turnira u Moskvi.
2002. godina bila joj je sezona povratka. Prvi put pobjeđuje jednu Top 10 igračicu (Jelenu Dokić na turniru u Rimu). Potom je izborila finala Eastbournea i Birminghama. Pobjedom u finalu nad Grkinjom Eleni Daniilidou u Brazilu osvaja svoju drugu titulu. Izborivši finale Leipziga potvrđuje nastup na završnom Mastersu krajem godine. Godinu je završila na 15. mjestu WTA-liste.
2003. godine probila se u svoje prvo Grand Slam četvrtfinale. Bilo je to na Australian Openu. Zatim osvaja titulu u Dohi, te se tom pobjedom probija među 10 tenisačica svijeta. Mjesec poslije osvaja i turnir u Sarasoti. Odlične rezultate nastavlja u Leipzigu gdje je pobijedila prvu igračicu svijeta Kim Clijsters, te drugu igračicu svijeta Justine Henin-Hardenne. Prvu titulu iz Tier I kategorije osvaja u Moskvi, što je bio prvi put da jedna Ruskinja osvoji taj turnir. Do kraja godine igrala je još i finale Philadelphije, te se plasirala na završni Masters. Zaradila je više od 1.000.000 dolara od nagrada i prvi put završila godinu među 10 najboljih na WTA-listi.
2004. godine odličnim je igrama priskrbila naslov pobjednice u Roland Garrosu. Od četvrtog kola pobjeđivala je redom vrhunske igračice. Prvo je protiv Svjetlane Kuznjecove spasila meč loptu, da bi potom bila bolja od Venus Williams, Jennifer Capriati, te na kraju od Jelene Dementjeve u finalu. Postala je prva Ruskinja koja je osvojila jednu Grand Slam titulu. Ranije te godine obranila je naslov pobjednice u Dohi. Nakon osvajanja Pariza popela se na 3. mjesto WTA-liste. Izborila je i finale San Diega, te igrala polufinale Olimpijskih igara (izgubila od Henin-Hardenne iako je vodila 5:1 u ključnom setu). Penje se na 2. mjesto WTA-liste, što joj je dosad najbolji rejting u karijeri. Plasirala se na završni Masters, gdje je izgubila od Marije Šarapove u polufinalu. S Rusijom osvaja naslov pobjednice Fed Cupa pobijedivši u 8 od 9 dvoboja. Godinu je završila kao broj 3 sa zaradom većom od 2.000.000 dolara.
2005. godinu započela je slabijim igrama. Branila je naslov u Dohi i Roland Garrosu, ali je na oba turnira izgubila već u prvom kolu. To je bio prvi put u povijesti da braniteljica naslova Roland Garrosa izgubi prvi susret. Od značajnijih rezultata ostvarila je jedino četvrtfinale Wimbledona i naslov u Kolkati. Iz prvih 10 ispada u kolovozu. Te godine, u polufinalu Fed Cupa, pobijedila je wimbledonsku pobjednicu Venus Williams, ali je izgubila svoja oba meča u finalu.
2006. godina je još jedna razočaravajuća sezona. Imala je nekoliko prilika da se vrati u Top 10, ali nije uspjela. U Varšavi je pretrpjela jedan od gorih poraza u karijeri izgubivši od tada 309. igračice svijeta Agnieszke Radwańske. Sezonu na travi počela je finalom Eastbourma gdje je u vrlo tijesnom meču izgubila od Henin-Hardenne. Poslije toga izborila je i četvrtfinale Wimbledona, ali nakon tog turnira njena se igra potpuno raspala. Na tri turnira zaredom ispala je u prvom kolu. Ozljeda stopala udaljila ju je tenisa jedan dio sezone. Vratila se na turniru u Zürichu, ali je izgubila od nepoznate kvalifikantice Bacsinszke 0:2 u setovima. Sezonu je završila kao 16. igračica svijeta.

## Osvojeni turniri

### Pojedinačno (10)
| Br. | Datum               | Turnir                   | Protivnica u finalu             | Rezultat    |
| 1.  | 12. srpnja 1999.    | Palermo, Italija         | Angeles Montolio, Španjolska    | 3:6 7:6 6:2 |
| 2.  | 9. rujna 2002.      | Bahia, Brazil            | Eleni Daniilidou, Grčka         | 6:3 0:6 6:2 |
| 3.  | 10. veljače 2003.   | Doha, Katar              | Jelena Lihovceva                | 6:3 6:1     |
| 4.  | 31. ožujka 2003.    | Sarasota, SAD            | Alicia Molik, Australija        | 6:4 6:1     |
| 5.  | 22. rujna 2003.     | Leipzig, Njemačka        | Justine Henin-Hardenne, Belgija | 3:6 6:3 6:3 |
| 6.  | 22. veljače 2003    | Moskva, Rusija           | Amélie Mauresmo, Francuska      | 6:2 6:4     |
| 7.  | 1. ožujka 2004.     | Doha, Katar              | Svetlana Kuznjecova             | 4:6 6:4 6:4 |
| 8.  | 24. svibnja 2004.   | Roland Garros, Francuska | Jelena Dementijeva              | 6:1 6:2     |
| 9.  | 11. listopada 2004. | Moskva,Rusija            | Jelena Dementijeva              | 7:5 6:0     |
| 10. | 25. rujna 2005.     | Kolkata, Indija          | Karolina Šprem, Hrvatska        | 6:2 6:2     |

### Parovi (5)
| Br. | Godina | Turnir                | Partnerica                   | Protivnice u finalu                                               |
| 1.  | 2004.  | Bali, Indonezija      | Ai Sugiyama, Japan           | Svetlana Kuznjecova, Rusija Arantxa Sánchez Vicario, Španjolska   |
| 2.  | 2004.  | Moskva, Rusija        | Vjera Zvonarjeva, Rusija     | Virginia Ruano Pascual, Španjolska Paola Suárez, Argentina        |
| 3.  | 2005.  | Kolkata, Indija       | Jelena Lihovceva             | Neha Uberoi, SAD Shikha Uberoi, Indija                            |
| 4.  | 2005.  | Filderstadt, Njemačka | Daniela Hantuchová, Slovačka | Květa Peschke, Češka Francesca Schiavone, Italija                 |
| 5.  | 2006.  | Varšava, Poljska      | Jelena Lihovceva, Rusija     | Anabel Medina Garrigues, Španjolska Katarina Srebotnik, Slovenija |

## Vanjske poveznice
- Službena stranica  Arhivirana inačica izvorne stranice od 4. listopada 2006. (Wayback Machine)